# Tam Cân vương
Tam Cân Vương (465?-479, trị vì 477-479) là quốc vương thứ 23 của Bách Tế, một trong Tam Quốc Triều Tiên. Theo Tam quốc sử ký (Samguk Sagi), ông là con trai cả của vị quốc vương thứ 22 là Văn Chu Vương.

## Bối cảnh
Năm 475, vương quốc Cao Câu Ly ở phía bắc tấn công Bách Tế và chiếm được kinh đô ở khu vực Seoul ngày nay, Bách Tế phải dời đô đến Hùng Tân (Ungjin, gần Gongju ngày nay), trong khi triều đình Bách tế bị mất nhiều quyền lực về tay tầng lớp quý tộc. Bên trong giới quý tộc, các gia tộc ở địa phương xuất thân từ Mã Hàn, liên minh đã bị Bách Tế chinh phục và sáp nhập trước đó, giành được sức mạnh và chống lại các gia tốc truyền thống có xuất thân từ Phù Dư Quốc.
Giữa những bất ổn này, Giải Cừu (Hae Gu) được phong làm binh quan tá bình (kiểm soát quân sự), và sau cái chết của con trai của Văn Châu Vương (đệ của Tam Cân Vương), tức Côn Kĩ (Gonji) năm 477, có quyền lực ảnh hưởng trên cả nước. Cùng năm, Giải Cừu cho một gian tế ám sát Văn Châu Vương.

## Trị vì
Tam Cân Vương chỉ mới 13 tuổi khi lên ngôi sau cái chết của phụ thân. Do vậy ông không phù hợp để giám sát quân đội, và lực lượng này tiếp tục nắm dưới quyền của binh quan tả bình Giải Cừu, người cũng đang nắm quyền kiểm soát về chính trị trên thực tế.
Năm 478, Giải Cừu về phe đám quân nổi dậy do Yên Tín (Yeon Sin) lãnh đạo, căn cứ tại thành Đại Đậu (Daedu). Tam Cân Vương đầu tiên cử tả bình Chân Nam (Jin Nam) đi công thành với 2.000 lính song đã thất bại. Sau đó ông lại cử đức suất Chân Lão (Jin Ro) đi dẹp loạn chỉ với 500 lính, Chân Lão giành được chiến thắng và Yên Tiến phải đào thoát đến Cao Câu Ly. Với sự kiện này, gia tộc Chân giành được sức mạnh tối cường ở Bách Tế.
Năm sau, Tam Cân Vương mất, kế vị ông là con trai của Côn Kĩ.